# Técnicas de propaganda

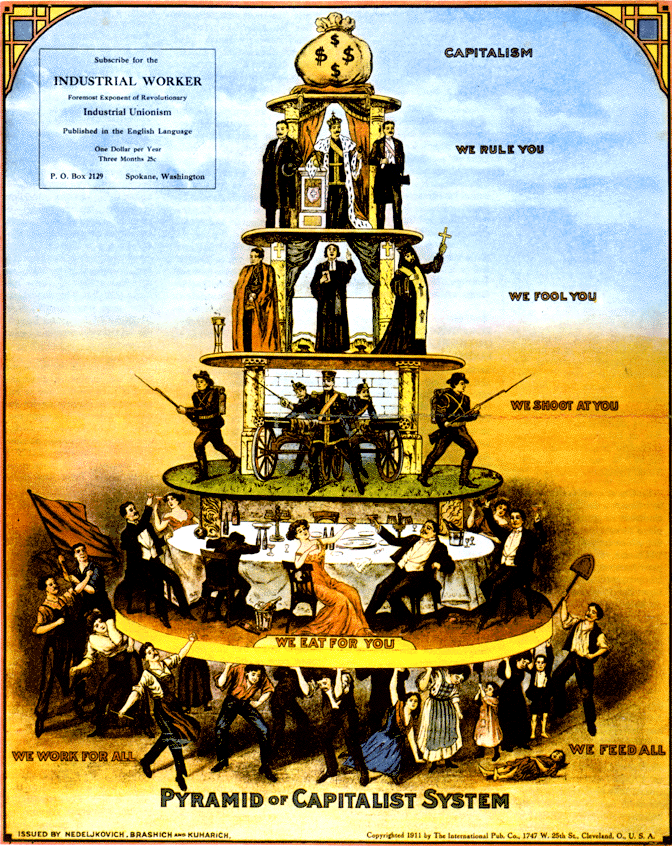
Propaganda anticapitalista

As técnicas de propaganda são métodos utilizados na propaganda para convencer uma audiência a acreditar naquilo que o propagandista quer que ela acredite. Muitas técnicas de propaganda baseiam-se em investigação sócio-psicológica. Muitas destas mesmas técnicas podem ser classificadas como falácias lógicas ou tácticas abusivas de poder e controle. 

## Caráter geral

### Definição
Em seu livro Propaganda e Persuasão, os autores Garth S. Jowett e Victoria O'Donnell definem a Propaganda como a "tentativa deliberada e sistemática de moldar percepções, manipular cognições e direcionar o comportamento para alcançar um objetivo que promova a intenção desejada do propagandista".  A definição de Harold D. Laswell tem caráter mais técnico: 
"A propaganda, em sentido lato, é a técnica de influenciar a ação humana através da manipulação de representações. Estas representações podem assumir a forma oral, escrita, pictórica ou musical." 
A manipulação pode ser organizada ou desorganizada, consciente ou inconsciente, política ou socialmente motivada. O conceito vai desde a propaganda estatal sistemática para manipular a opinião pública (Edward Bernays) até à "propaganda sociológica" (propaganda de integração), em que o desejo inconsciente de ser manipulado e a auto-manipulação levam o indivíduo a adaptar-se aos pensamentos e comportamentos socialmente esperados (Jacques Ellul).
A transição da não-propaganda para a propaganda é fluida. Uma manipulação eficaz pressupõe uma incorporação não manipulativa para produzir o seu efeito, razão pela qual a referência a estes contextos não é ainda uma refutação do carácter manipulador de um ato de comunicação. 

### Classificação
A propaganda é entendida como uma forma de manipulação da opinião pública. A manipulação semiótica dos signos é a caraterística essencial ("A propaganda é uma forma importante de manipulação através de símbolos"). 
Assim, a propaganda é uma forma especial de comunicação, que é estudada na investigação em comunicação e, especialmente, na investigação do impacto dos meios de comunicação, centrada na manipulação dos meios de comunicação. A propaganda é um tipo particular de comunicação caracterizado pela distorção da representação da realidade e pela manipulação.  

### Manipulação e mídia
Os meios de comunicação mais comuns para a transmissão de mensagens de propaganda incluem notícias, relatórios governamentais, revisões históricas, ciência inútil, livros, folhetos, filmes, redes sociais, rádio, televisão e cartazes. Menos comuns hoje em dia são os envelopes de correio de vaca, dos quais sobreviveram exemplos do tempo da Guerra Civil Americana.  No caso da rádio e da televisão, a propaganda pode existir em segmentos de noticiários, de actualidades ou de talk-shows, como "elementos" publicitários ou de anúncios de serviço público ou como anúncios publicitários de longa duração. As campanhas de propaganda seguem frequentemente um padrão estratégico de transmissão para doutrinar o grupo-alvo. Pode começar com uma simples transmissão, como um folheto largado de um avião ou um anúncio publicitário. Geralmente, estas mensagens contêm indicações sobre como obter mais informações, através de um sítio Web, de uma linha direta, de um programa de rádio, etc. A estratégia pretende fazer com que o indivíduo passe de recetor de informação a candidato a informação através do reforço, e depois de candidato a informação a líder de opinião através da doutrinação. 
As estratégias de disseminação de informação só se tornam estratégias de propaganda quando combinadas com mensagens propagandísticas. A identificação destas mensagens é um pré-requisito necessário para estudar os métodos pelos quais essas mensagens são difundidas.

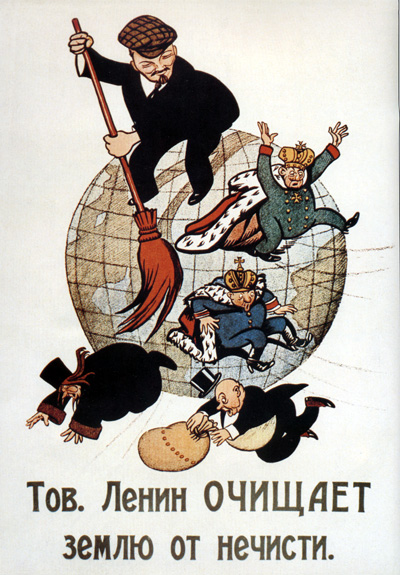
"Camarada Lenin limpa a sujeira da terra", de Viktor Deni. Novembro de 1920

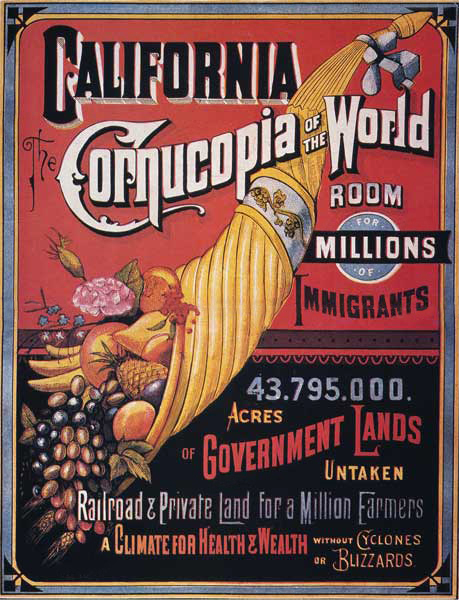
Propaganda para incentivar os imigrantes a se mudarem para a Califórnia, 1876

### Aspectos psicológicos
Algumas técnicas são categorizadas, analisadas e interpretadas psicologicamente, dentro da psicologia política, sobretudo a psicologia de massa,  a psicologia social, e a psicologia cognitiva, que inclui o estudo das distorções cognitivas.
Quanto aos conflitos políticos e militares, a propaganda é vista como parte da guerra psicológica e da guerra de informação, que ganham particular importância na era da guerra híbrida e da guerra cibernética . 

### Lógica e retórica
Certas técnicas são classificadas como falácias lógicas, já que a propaganda utiliza argumentos que podem ter efeitos psicológicos, mas que são logicamente inválidos.     
Na retórica e na dialética, são vistos como sofismas, artifícios e estratagemas erísticos.

## Técnicas específicas
Estudiosos identificaram diversas técnicas padrão usadas em propaganda e persuasão. 
- Ad hominem: Frase latina que passou a significar atacar o oponente, em vez de atacar seus argumentos.
- Ad nauseam: Isso usa a repetição incansável de uma ideia. Uma ideia, especialmente um simples slogan, repetido várias vezes, pode começar a ser tomada como verdade. Esta abordagem é mais eficaz quando o propagandista limita ou controla os meios de comunicação.
- Agendamento:  O estabelecimento da agenda significa a “capacidade [dos meios de comunicação] de influenciar a importância atribuída aos temas da agenda pública”.  Se uma notícia for coberta com frequência e destaque, o público considerará o assunto mais importante.
- Apelo à autoridade: Os apelos à autoridade citam figuras proeminentes para apoiar uma posição, ideia, argumento ou curso de ação.
- Apelo ao medo: Os apelos ao medo procuram construir apoio incutindo ansiedade e pânico na população em geral, por exemplo, Joseph Goebbels explorou o livro de Theodore Kaufman, Germany Must Perish! afirmar que os Aliados procuravam o extermínio do povo alemão.
- Apelo ao preconceito: Usar termos carregados ou emotivos para atribuir valor ou bondade moral à crença na proposição.
- Movimento: Os apelos populares e de “vitória inevitável” tentam persuadir o público-alvo a aderir e tomar o curso de ação que “todos os outros estão tomando”.
- Vitória inevitável: convida aqueles que ainda não estão no movimento a se juntarem aos que já estão no caminho da vitória certa. Aqueles que já estão ou pelo menos parcialmente aderidos ao movimento têm a certeza de que permanecer a bordo é o melhor curso de ação. (por exemplo, "O debate acabou. Quase todas as pessoas importantes concordam comigo.")
- Junte-se à multidão : Esta técnica reforça o desejo natural das pessoas de estar do lado vencedor. Esta técnica é usada para convencer o público de que um programa é a expressão de um movimento de massa irresistível e que é do seu interesse aderir.
- Pessoas bonitas:  O tipo de propaganda que trata de pessoas famosas ou retrata pessoas atraentes e felizes. Isto sugere que se as pessoas comprarem um produto ou seguirem uma determinada ideologia, também serão felizes ou bem-sucedidas. (Isso é mais usado em publicidade de produtos, em vez de por motivos políticos.) Geralmente, para fins publicitários e não políticos, a excitação sexual também pode ser usada. Por exemplo, uma mensagem promovendo uma marca de motocicletas para um público-alvo masculino também pode incluir mulheres sexualmente atraentes usando biquínis no anúncio, para tornar o produto mais atraente para o público, visando os desejos sexuais . No entanto, algumas evidências sugerem que a utilização do apelo sexual para vender um produto pode não ter sucesso, uma vez que o público-alvo pode concentrar-se demasiado nas pessoas sexualmente atraentes do anúncio e não no produto em si. 
- Grande mentira: A articulação repetida de um complexo de eventos que justificam ações subsequentes. As descrições destes acontecimentos têm elementos de verdade, e as generalizações da “grande mentira” fundem-se e eventualmente suplantam a percepção precisa do público sobre os acontecimentos subjacentes. Após a Primeira Guerra Mundial, a explicação alemã da causa da sua derrota tornou-se uma justificação para a remilitarização e o revanchismo nazis.
- Falácia em preto e branco: Apresentando apenas duas opções, sendo o produto ou ideia propagada a melhor escolha. (por exemplo, " Você está conosco ou contra nós ....")
- Evidência suprimida (também chamada de empilhamento de cartas). Richard Crossman, o vice-diretor britânico da Divisão de Guerra Psicológica (PWD) do Quartel-General Supremo da Força Expedicionária Aliada (SHAEF) durante a Segunda Guerra Mundial disse: "Na propaganda a verdade compensa... É uma completa ilusão pensar no brilhante propagandista como sendo um mentiroso profissional. O propagandista brilhante é o homem que diz a verdade, ou aquela seleção da verdade que é necessária para o seu propósito, e a conta de tal maneira que o destinatário não pensa que está recebendo qualquer propaganda... [...] A arte da propaganda não é contar mentiras, mas sim selecionar a verdade que você precisa e misturá-la com algumas verdades que o público deseja ouvir. 
- Condicionamento clássico: Todos os vertebrados, incluindo os humanos, respondem ao condicionamento clássico . Isto é, se A está sempre presente quando B está presente e B causa uma reação física (por exemplo, nojo, prazer), então, quando apresentado ao objeto A na ausência de B, essa mesma reação será experimentada.
- Dissonância cognitiva: As pessoas desejam ser consistentes. Suponha que um pesquisador descubra que um determinado grupo de pessoas odeia seu candidato a senador, mas ama o ator A. Eles usam o endosso do ator A ao seu candidato para mudar a opinião das pessoas, porque as pessoas não podem tolerar a inconsistência. Eles são forçados a não gostar do ator ou a gostar do candidato.
- Argumento do Homem comum: A abordagem do “ gente comum ” ou do “homem comum” tenta convencer o público de que as posições do propagandista refletem o bom senso do povo. Ele foi projetado para conquistar a confiança do público, comunicando-se da maneira e estilo comuns do público-alvo. Os propagandistas usam linguagem e maneirismos comuns (e revestem a sua mensagem em comunicações presenciais e audiovisuais) na tentativa de identificar o seu ponto de vista com o da pessoa média. Um exemplo comum desse tipo de propaganda é uma figura política, geralmente concorrendo a uma vaga, em um quintal ou loja, fazendo coisas rotineiras. Esta imagem atrai a pessoa comum. Com o artifício do povo comum, o propagandista pode conquistar a confiança de pessoas que se ressentem ou desconfiam de sons, discursos intelectuais, palavras ou maneirismos estrangeiros. "  Por exemplo, um político falando para uma multidão no sul dos Estados Unidos pode incorporar palavras como " Vocês " e outros coloquialismos para criar uma percepção de pertencimento.
- Culto de personalidade: Um culto à personalidade surge quando um indivíduo utiliza os meios de comunicação de massa para criar uma imagem pública idealizada e heróica, muitas vezes através de elogios e lisonjas inquestionáveis. A personalidade do herói defende então as posições que o propagandista deseja promover. Por exemplo, os propagandistas modernos contratam personalidades populares para promover as suas ideias e/ou produtos.
- Demonizando o inimigo: Fazer com que indivíduos da nação oponente, de um grupo étnico diferente ou daqueles que apoiam o ponto de vista oposto pareçam subumanos (por exemplo, o termo "gooks" da era da Guerra do Vietnã para a Frente Nacional para a Libertação do Vietnã do Sul, também conhecida como Vietcong, ou " VC", soldados), inúteis ou imorais, por sugestão ou falsas acusações . Desumanizar também é um termo usado como sinônimo de demonizar, este último geralmente serve como um aspecto do primeiro.

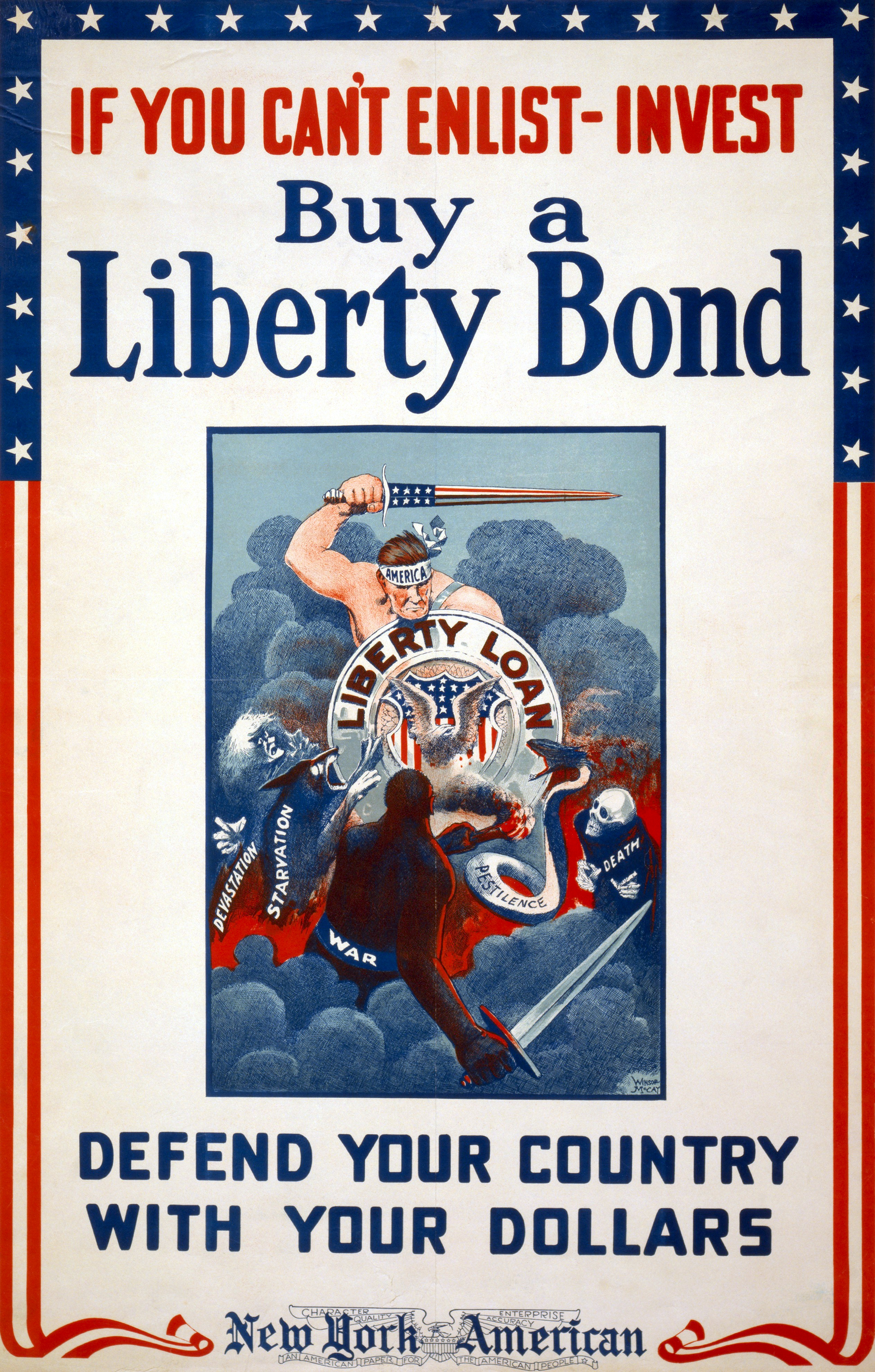
Pôster da Primeira Guerra Mundial de Winsor McCay, instando os americanos a comprar Liberty Bonds (títulos)

- Desmoralização: Propaganda dirigida a um adversário para diminuir a moral e encorajar a rendição ou deserção.
- Ditado:  Esta técnica espera simplificar o processo de tomada de decisão usando imagens e palavras, incluindo palavras de interjeição, para dizer ao público exatamente quais ações tomar, eliminando quaisquer outras escolhas possíveis. Figuras de autoridade podem ser utilizadas para dar a ordem, sobrepondo-a à técnica de apelo à autoridade, mas não necessariamente. A imagem do Tio Sam “Eu quero você” é um exemplo dessa técnica.
- Desinformação: A criação, eliminação, segmentação, modificação ou exclusão deliberada de informações de registros públicos, com o objetivo de fazer um registro falso de um evento ou das ações de uma pessoa ou organização, incluindo a falsificação total de fotografias, filmes, transmissões e gravações sonoras, bem como de documentos impressos.
- Dividir para reinar:  Dividir para governar na política e na sociologia é ganhar e manter o poder através da tática de dividir grandes grupos em grupos menores e atacá-los individualmente.
- Técnica porta-na-cara:  É usado para aumentar a aceitação de uma pessoa. Por exemplo, se um vendedor deseja vender um item por 100 reais, as o público só está disposto a pagar 50 reais, o vendedor primeiro oferece o item por um preço mais alto (por exemplo, 200 reais) e posteriormente reduz o preço para 100 reais para fazer com que pareça um bom acordo.
- Disfemismo: Um disfemismo é uma expressão com conotação negativa. É o oposto de um eufemismo.
- Eufemismo: Um eufemismo é uma palavra ou expressão geralmente inócua usada no lugar de outra que pode ser considerada ofensiva ou sugerir algo desagradável.
- Euforia:  A utilização de um evento que gera euforia ou felicidade, ou a utilização de um evento apelativo para elevar o moral. A euforia pode ser criada declarando um feriado, disponibilizando itens de luxo ou organizando um desfile militar com bandas marciais e mensagens patrióticas.
- Exagero:  Um exagero (ou hipérbole) ocorre quando os aspectos mais fundamentais de uma afirmação são verdadeiros, mas apenas até certo ponto. Também é visto como "esticar a verdade" ou fazer algo parecer mais poderoso, significativo ou real do que realmente é. Dizer que uma pessoa comeu 20 pedaços de pizza, quando na verdade ela comeu somente 6, é um exemplo de exagero.
- Falsas acusações: Uma acusação falsa é uma alegação ou alegação de irregularidade que é falsa e/ou não é apoiada por fatos.  Eles podem ser usados em qualquer um dos seguintes contextos: informalmente na vida cotidiana, quase judicialmente ou judicialmente.
- Medo, incerteza e dúvida: É  uma tentativa de influenciar a percepção do público através da disseminação de informações negativas e duvidosas/falsas destinadas a minar a credibilidade de suas crenças.

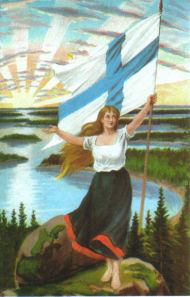
A Donzela Finlandesa - personificação do nacionalismo finlandês

- Metralhadora de mentiras: Uma técnica de propaganda na qual um grande número de mensagens é transmitido de forma rápida, repetitiva e contínua em vários canais (como notícias e redes sociais ) sem levar em conta a verdade ou a consistência.
- Acenar a bandeira (patriotismo):   Uma tentativa de justificar uma ação alegando que fazê-lo tornará alguém mais patriótico ou de alguma forma beneficiará um grupo, país ou ideia. O sentimento de patriotismo que esta técnica tenta inspirar não pode necessariamente diminuir ou omitir totalmente a capacidade de alguém examinar racionalmente o assunto em questão.
- Flak (modelo da propangada): Esforços para desacreditar organizações ou indivíduos que discordam ou lançam dúvidas sobre as suposições prevalecentes.
- Técnica do pé na porta: Frequentemente usado por recrutadores e vendedores. Por exemplo, o perpetrador aproxima-se da vítima e fixa uma flor ou dá-lhe um pequeno presente. A vítima agradece e agora contraiu uma dívida psicológica com o agressor. A pessoa eventualmente pede um favor maior (por exemplo, uma doação ou a compra de algo muito mais caro). O contrato social não escrito entre a vítima e o agressor faz com que a vítima se sinta obrigada a retribuir, concordando em fazer o favor maior ou em comprar o presente mais caro.
- Enquadramento (ciências sociais): Enquadramento é a construção social de um fenómeno social, muitas vezes por fontes dos meios de comunicação de massa, movimentos políticos ou sociais, líderes políticos ou outros actores e organizações. É um processo inevitável de influência seletiva sobre a percepção do indivíduo sobre os significados atribuídos a palavras ou frases.
- Manipulação: Usar negação persistente, desorientação, contradição e mentira para semear dúvidas em um indivíduo ou grupo-alvo, na esperança de fazê-lo questionar sua própria memória, percepção, sanidade e normas.
- Galope de Gish: Bombardear um oponente político com perguntas extremamente complexas e rápidas durante um debate para fazer o oponente parecer não saber do que está falando.
- Generalizações brilhantes: Generalidades brilhantes são palavras emocionalmente atraentes que são aplicadas a um produto ou ideia, mas não apresentam nenhum argumento ou análise concreta. Esta técnica também é conhecida como efeito Forer . (por exemplo, o slogan da campanha publicitária “A Ford tem uma ideia melhor!”) - Culpa por associação ou Reductio ad Hitlerum: Esta técnica é usada para persuadir um público-alvo a desaprovar uma ação ou ideia, sugerindo que a ideia é popular entre grupos odiados, temidos ou desprezados pelo público-alvo. Assim, se um grupo que apoia uma determinada política for levado a acreditar que pessoas indesejáveis, subversivas ou desprezíveis apoiam a mesma política, então os membros do grupo podem decidir mudar a sua posição original. Esta é uma forma de lógica ruim, onde se diz que A inclui X e B inclui X, portanto, A = B.
- Meia verdade: Uma meia verdade é uma afirmação enganosa que inclui algum elemento de verdade. Ela se mostra de várias formas: a afirmação pode ser verdadeira em aprte,  afirmação pode ser totalmente verdadeira, mas apenas parte de toda a verdade (maior) ou pode utilizar algum elemento falso ou de duplo sentido, especialmente se a intenção for enganar, fugir, culpar ou mentir. 
- Sobrecarga de informação: “A sobrecarga de informação pode ter o mesmo efeito que o sigilo e certamente no curto prazo e para as democracias de hoje pode ser considerada mais eficaz.”  "Quando ocorre sobrecarga de informações, é provável que ocorra uma redução na qualidade da decisão."  "O excesso de informação gerada pela tecnologia moderna [...] ameaça tornar passivos os seus receptores. A sobrecarga provoca o desligamento." 
- Vagueza intencional: As generalidades são deliberadamente genéricas para que o público possa fornecer as suas próprias interpretações. A intenção é emocionar o público por meio de frases indefinidas, sem analisar sua validade ou tentar determinar sua razoabilidade ou aplicação. A intenção é fazer com que as pessoas façam suas próprias interpretações, em vez de simplesmente serem apresentadas a uma ideia explícita. Ao tentar “descobrir” a propaganda, o público renuncia ao julgamento das ideias apresentadas. Sua validade, razoabilidade e aplicação ainda poderão ser consideradas.

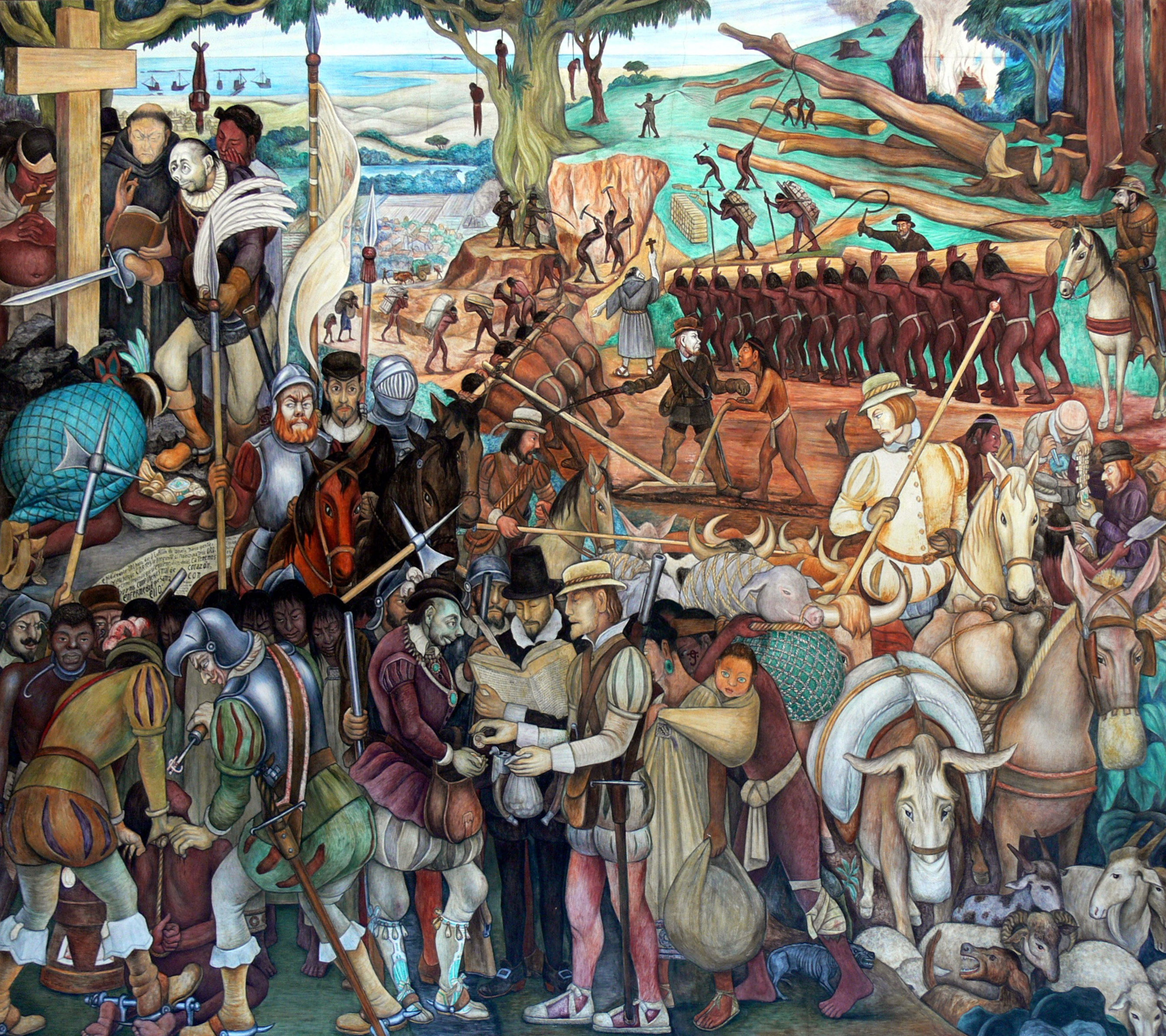
"A Conquista ou Chegada de Hernán Cortés a Veracruz", 1951, Palácio Nacional, Cidade do México. Os murais políticos de Diego Rivera retratam uma interpretação moderna da Lenda Negra.

- Marcação: Um eufemismo é usado quando o propagandista tenta aumentar a qualidade percebida, a credibilidade ou a credibilidade de um ideal específico. Um disfemismo é usado quando a intenção do propagandista é desacreditar, diminuir a qualidade percebida ou ferir a retidão percebida do indivíduo. Ao criar um "rótulo", "categoria" ou "facção" de uma população, é muito mais fácil fazer desses organismos maiores um exemplo, porque eles podem exaltar ou difamar o indivíduo sem realmente incorrer em difamação legal. A rotulagem pode ser pensada como um subconjunto de culpa por associação, outra falácia lógica.  
- Amplitude de aceitação: Se a mensagem de uma pessoa estiver fora dos limites de aceitação de um indivíduo e de um grupo, a maioria das técnicas gerará resistência psicológica, ous eja, simplesmente ouvir o argumento tornará a mensagem ainda menos aceitável. Existem duas técnicas para aumentar a amplitude de aceitação. Primeiro, pode-se assumir uma posição ainda mais extrema que fará com que posições mais moderadas pareçam mais aceitáveis. Isso é semelhante à técnica porta-na-cara. Alternativamente, pode-se moderar a própria posição até o limite da amplitude de aceitação e então, com o tempo, mover-se lentamente para a posição que foi anteriormente mantida.  Também chamada de ficar em cima do muro.
- Hangout limitado: Uma técnica usada por profissionais clandestinos: quando seu véu de sigilo é rasgado e eles não podem mais contar com uma falsa história de capa para desinformar o público, eles recorrem à admissão - às vezes até voluntariamente - de parte da verdade, mas ainda assim conseguem reter a chave e fatos prejudiciais no caso.
- Idioma carregado: Palavras e frases específicas com fortes implicações emocionais são usadas para influenciar o público, por exemplo, usando a palavra reformas em vez de uma palavra mais neutra como mudanças.
- Bombardeio de amor: Usado para recrutar membros para um culto ou ideologia, fazendo com que um grupo de indivíduos isole uma pessoa de seu apoio social existente e substitua-o inteiramente por membros do grupo que bombardeiam deliberadamente a pessoa com afeto, na tentativa de isolá-la de seu passado. crenças e sistema de valores.
- Mentira e engano: Mentira e engano podem ser a base de muitas técnicas de propaganda, incluindo argumentos Ad Hominem, Grande Mentira, Difamação, Porta-na-Cara, Meia-verdade, Xingamentos ou qualquer outra técnica baseada em desonestidade ou engano. Por exemplo, descobriu-se que muitos políticos esticam ou quebram frequentemente a verdade.
- Gerenciando as notícias: De acordo com Adolf Hitler, "A técnica propagandista mais brilhante não produzirá sucesso a menos que um princípio fundamental seja constantemente lembrado - deve limitar-se a alguns pontos e repeti-los indefinidamente."   Esta ideia é consistente com o princípio do condicionamento clássico, bem como com a ideia de "Permanecer na Mensagem".
- Controle do ambiente: Uma tentativa de controlar o ambiente social e as ideias através do uso da pressão social.
- Minimização: A minimização é o oposto do exagero. É um tipo de engano  que envolve negação aliada à racionalização em situações onde a negação completa é implausível.

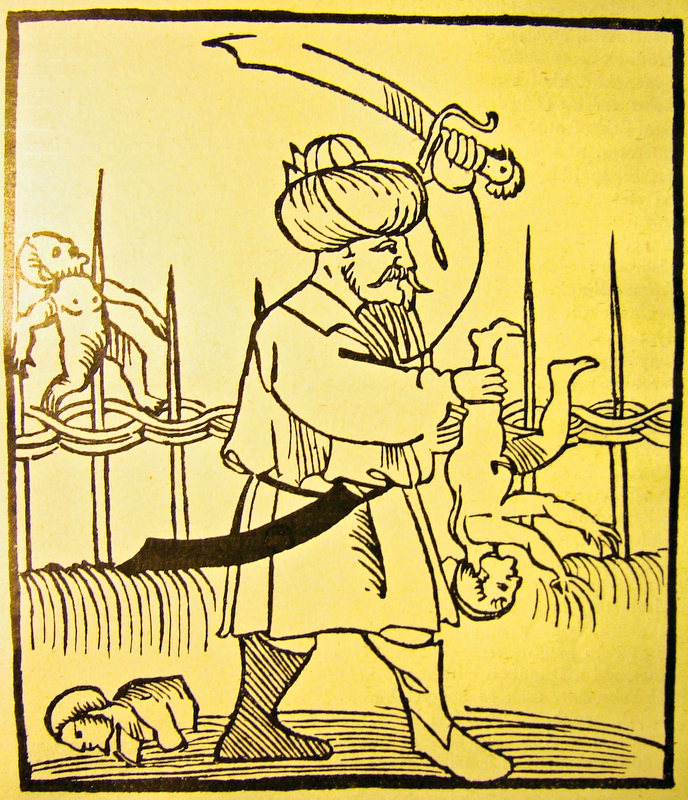
Propaganda antimuçulmana na Alemanha produzida durante as guerras otomanas na Europa, século XVI.

- Xingamentos: Os propagandistas usam a técnica de xingamentos para incitar medos e despertar preconceitos em seus ouvintes, na intenção de que os maus nomes façam com que os ouvintes construam uma opinião negativa sobre um grupo ou conjunto de crenças ou ideias que o propagandista deseja que os ouvintes denunciem. O método visa provocar conclusões sobre um assunto além de exames imparciais dos fatos. Xingar é, portanto, um substituto para argumentos racionais e baseados em fatos contra uma ideia ou crença com base em seus próprios méritos. 
- Sem sequência (non sequitur):  Um tipo de falácia lógica, em que se tira uma conclusão a partir de um argumento que não a justifica. Todos os argumentos inválidos podem ser considerados casos especiais de non sequitur.
- Ofuscação, imprecisão intencional, confusão: As generalidades são deliberadamente vagas para que o público possa fornecer as suas próprias interpretações. A intenção é emocionar o público por meio de frases indefinidas, sem analisar sua validade ou tentar determinar sua razoabilidade ou aplicação. A intenção é fazer com que as pessoas façam suas próprias interpretações, em vez de simplesmente serem apresentadas a uma ideia explícita. Ao tentar “descobrir” a propaganda, o público renuncia ao julgamento das ideias apresentadas. Sua validade, razoabilidade e aplicação ainda poderão ser consideradas.

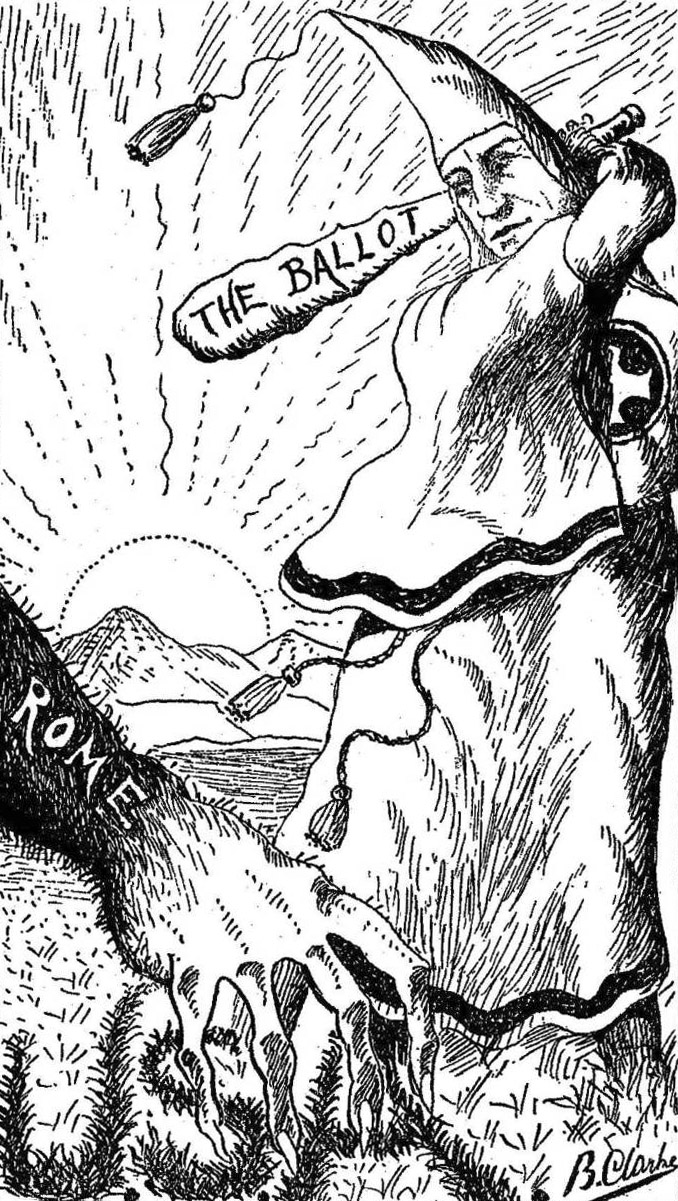
Ilustração do Reverendo Branford Clarke de Heroes of the Fiery Cross, do Bispo Alma White, publicada pela Igreja Pilar de Fogo em 1928 em Zarephath, NJ

- Condicionamento operante:  O condicionamento operante envolve aprendizagem por meio da imitação. Por exemplo, observar uma pessoa atraente comprar produtos ou endossar posições ensina uma pessoa a comprar o produto ou endossar a posição. O condicionamento operante é o princípio subjacente por trás do ad nauseam, do slogan e de outras campanhas repetitivas de relações públicas.
- Simplificação excessiva:  Generalidades favoráveis são usadas para fornecer respostas simples a problemas sociais, políticos, económicos ou militares complexos.
- Palterização:  O uso ativo de declarações verdadeiras seletivas para enganar. 
- Pensamento único:  Redução forçada da discussão pelo uso de frases ou argumentos excessivamente simplistas (por exemplo, “Não há alternativa à guerra”).
- Citações fora de contexto: Edição seletiva de citações que podem alterar significados. Documentários políticos concebidos para desacreditar um oponente ou um ponto de vista político oposto costumam usar essa técnica.
- Racionalização: Indivíduos ou grupos podem usar generalidades favoráveis para racionalizar atos ou crenças questionáveis. Frases vagas e agradáveis são frequentemente usadas para justificar tais ações ou crenças.
- Ignoratio elenchi:  Apresentar dados ou questões que, embora convincentes, são irrelevantes para o argumento em questão e, em seguida, afirmar que isso valida o argumento. 

- Repetição: É a repetição de um determinado símbolo ou slogan para que o público se lembre dele. Isso pode ser na forma de um jingle ou de uma imagem colocada em quase tudo na imagem/cena. Isso também inclui o uso de frases, imagens ou outros conteúdos subliminares em uma peça de propaganda. 

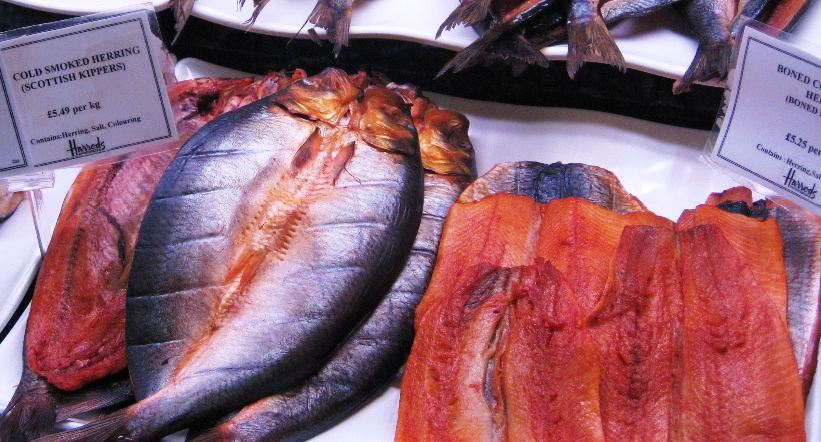
Em 1807, William Cobbett escreveu como usou arenques vermelhos para estabelecer um rastro falso enquanto treinava cães de caça - uma história apócrifa que provavelmente foi a origem da expressão.

- Bode expiatório: Atribuir culpa a um indivíduo ou grupo, aliviando assim os sentimentos de culpa das partes responsáveis e/ou desviando a atenção da necessidade de resolver o problema pelo qual a culpa está sendo atribuída.
- Saciação Semântica: Esta técnica pode ser usada com o objetivo de diminuir o impacto de uma manchete ou byte sonoro prejudicial. Por exemplo, se uma próxima história sobre aceitar um “suborno” for prejudicial, ao usar repetidamente a palavra “suborno” para acusações triviais, a própria palavra pode tornar-se mais normalizada e facilmente descartada quando encontrada.
- Slogans: Um slogan é uma frase breve e marcante que pode incluir rotulagem e estereótipos. Embora os slogans possam ser utilizados para apoiar ideias fundamentadas, na prática tendem a funcionar apenas como apelos emocionais. Os opositores à invasão e ocupação do Iraque pelos EUA usam o slogan “sangue por petróleo” para sugerir que a invasão e as suas perdas humanas foram feitas para aceder às riquezas petrolíferas do Iraque. Por outro lado, os apoiantes que defendem que os EUA deveriam continuar a lutar no Iraque usam o slogan “cortar e fugir” para sugerir que a retirada é cobarde ou fraca. Da mesma forma, os nomes das campanhas militares, como “ liberdade duradoura ” ou “ justa causa ” também podem ser considerados slogans, concebidos para influenciar as pessoas.
- Difamação: Uma difamação é uma tentativa de prejudicar ou questionar a reputação de alguém, propondo propaganda negativa. Pode ser aplicado a indivíduos ou grupos.

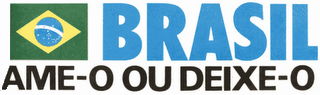
Slogan nacionalista " Brasil, ame-o ou deixe-o", frequentemente usado durante a ditadura militar brasileira (1964-1985)

- Estereótipos, xingamentos ou rotulagem: Esta técnica tenta despertar preconceitos no público, rotulando o objeto da campanha de propaganda como algo que o público-alvo teme, odeia, detesta ou considera indesejável. Por exemplo, a reportagem sobre um país ou grupo social estrangeiro pode centrar-se nos traços estereotipados que o leitor espera, mesmo que estejam longe de ser representativos de todo o país ou grupo; tais reportagens centram-se frequentemente no anedótico . Na propaganda gráfica, incluindo cartazes de guerra, isto pode incluir a representação de inimigos com características raciais estereotipadas.

- Espantalho: O argumento do espantalho é uma falácia informal baseada na deturpação da posição de um oponente. “Atacar um espantalho” é criar a ilusão de ter refutado uma proposição substituindo-a por uma proposição superficialmente semelhante (o “espantalho”) e refutando-a, sem nunca ter realmente refutado a posição original.

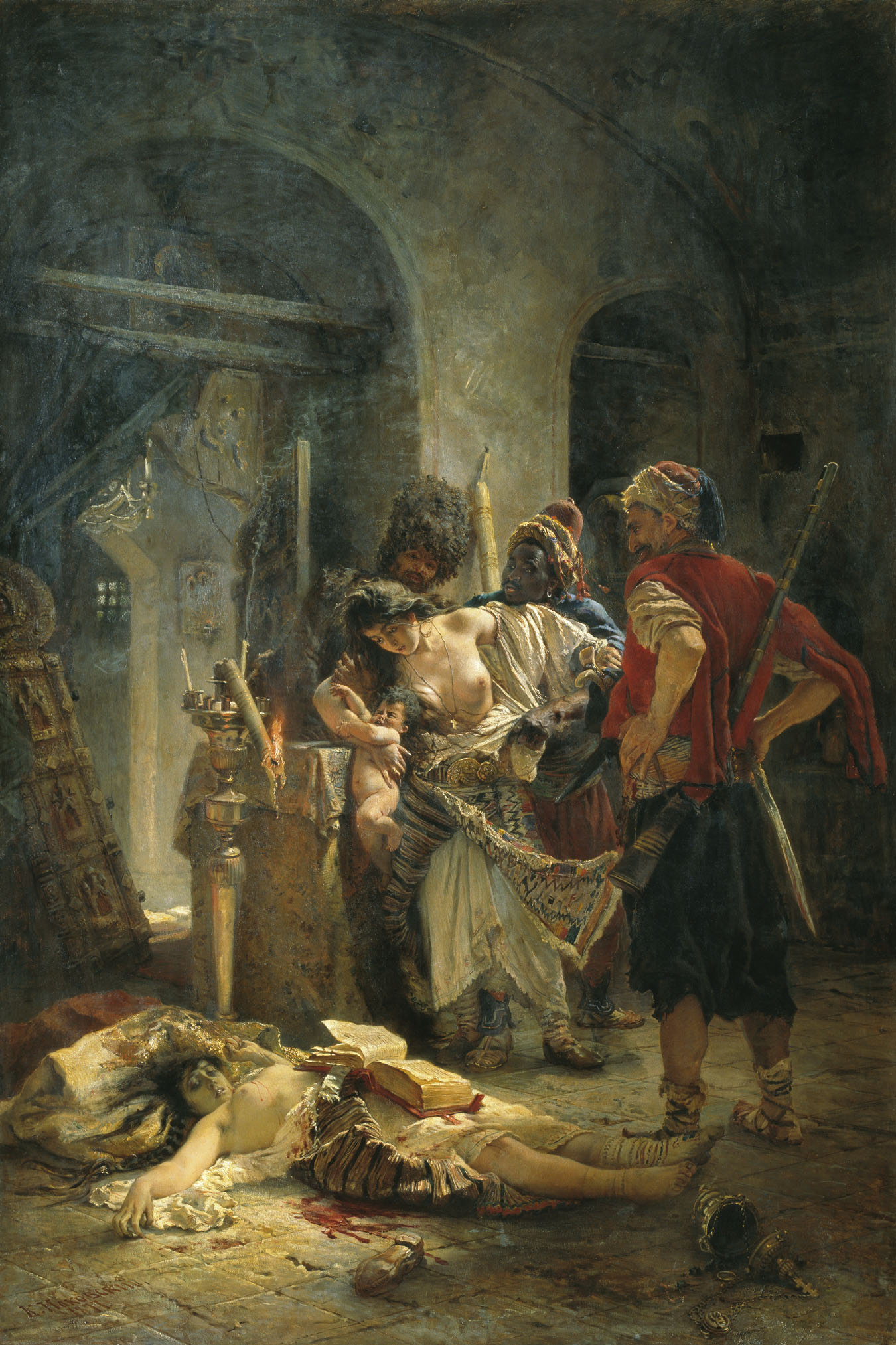
"As Mártires Búlgaras", pintura de 1877 do pintor russo Konstantin Makovsky retratando o estupro de mulheres búlgaras pelas tropas otomanas durante a repressão da Revolta de Abril um ano antes, serviu para mobilizar o apoio público para a Guerra Russo-Turca (1877-1878) travada com o objectivo proclamado de libertar os búlgaros.

- Depoimento: Depoimentos são citações, dentro ou fora do contexto, especialmente citadas para apoiar ou rejeitar uma determinada política, ação, programa ou personalidade. A reputação ou o papel (especialista, figura pública respeitada, etc.) do indivíduo que presta a declaração é explorado. O depoimento coloca a sanção oficial de uma pessoa ou autoridade respeitada em uma mensagem de propaganda. Isto é feito num esforço para fazer com que o público-alvo se identifique com a autoridade ou aceite as opiniões e crenças da autoridade como suas.
- Técnica do terceiro: Trabalha com base no princípio de que as pessoas estão mais dispostas a aceitar um argumento de uma fonte de informação aparentemente independente do que de alguém com interesse no resultado. É uma estratégia de marketing comumente empregada por empresas de Relações Públicas (RP), que envolve colocar uma mensagem premeditada na “boca da mídia”. A técnica de terceiros pode assumir muitas formas, desde a contratação de jornalistas para reportarem a organização de uma forma favorável, até à utilização de cientistas dentro da organização para apresentarem ao público as suas conclusões talvez prejudiciais. Freqüentemente, grupos de astroturf ou grupos de frente são usados para transmitir a mensagem.
- Clichê que acaba com o pensamento: Uma frase comumente usada, às vezes passando por sabedoria popular, usada para reprimir a dissonância cognitiva .
- Associação: Também conhecida como associação, é uma técnica de projetar qualidades positivas ou negativas (elogio ou culpa) de uma pessoa, entidade, objeto ou valor em outra para tornar a segunda mais aceitável ou desacreditá-la. Evoca uma resposta emocional, que estimula o alvo a identificar-se com autoridades reconhecidas. Muitas vezes altamente visual, esta técnica utiliza frequentemente símbolos (por exemplo, as suásticas usadas na Alemanha nazista, originalmente um símbolo de saúde e prosperidade) sobrepostos a outras imagens visuais.
- Suposição não declarada: Esta técnica é utilizada quando o conceito de propaganda pareceria menos credível se fosse explicitamente declarado. Em vez disso, o conceito é repetidamente assumido ou implícito.
- Palavras de virtude: Trabalha com base no princípio de que as pessoas estão mais dispostas a aceitar um argumento de uma fonte de informação aparentemente independente do que de alguém com interesse no resultado. É uma estratégia de marketing comumente empregada por empresas de Relações Públicas (RP), que envolve colocar uma mensagem premeditada na “boca da mídia”. A técnica de terceiros pode assumir muitas formas, desde a contratação de jornalistas para reportarem a organização de uma forma favorável, até à utilização de cientistas dentro da organização para apresentarem ao público as suas conclusões talvez prejudiciais. Freqüentemente, grupos de astroturf ou grupos de frente são usados para transmitir a mensagem.
- Whataboutism: Whataboutism é uma variante da falácia lógica tu quoque que tenta desacreditar a posição de um oponente acusando-o de hipocrisia sem refutar ou refutar diretamente o seu argumento, o que está particularmente associado à propaganda soviética e russa. Quando as críticas fossem dirigidas à União Soviética, a resposta soviética seria "E quanto a..." seguida por um evento no mundo ocidental.